# Thorey
 Thorey  es una comuna y población de Francia, en la región de Borgoña, departamento de Yonne, en el distrito de Avallon y cantón de Cruzy-le-Châtel.
Su población en el censo de 1999 era de 56 habitantes.
Está integrada en la Communauté de communes du Tonnerrois.

## Demografía
| 64 | 56 | 60 | 54 | 55 | 56 |
| Para los censos de 1962 a 1999 la población legal corresponde a la población sin duplicidades (Fuente: INSEE [Consultar]) |    |    |    |    |    |